# 柯西问题
柯西问题（英語：Cauchy problem）在数学中是指，在一区域内的超曲面上给定特定初始条件的情况下求偏微分方程的解。柯西问题由初值问题推广而来，与边值问题相对。该问题以法国数学家奥古斯丁·路易·柯西的名字命名。
假定偏微分方程定义在Rn上，有一(n-1)维的光滑流形S ⊂ Rn（S称为柯西曲面）。那么柯西问题是指求偏微分方程的解u，满足
{\displaystyle {\begin{aligned}u(x)&=f_{0}(x)\qquad &&{\text{for all }}x\in S;\\{\frac {\partial ^{k}u(x)}{\partial n^{k}}}&=f_{k}(x)\qquad &&{\text{for }}k=1,\ldots ,\kappa -1{\text{ and all }}x\in S,\end{aligned}}}
其中{\displaystyle f_{k}}是曲面S上的给定函数（合称为该问题的柯西数据），n是S的法向量，κ则表示微分方程的阶数。
柯西－柯瓦列夫斯卡娅定理表明柯西问题在某些特定条件下有唯一解，其中最重要的条件是柯西数据与偏微分方程的系数为实解析函数。